# مدريقة
أُمُّ دُرَيْقَةَ (باللاتينية: Ammodaucus leucotrichus) نبات عشبي صحراوي من الفصيلة الخيمية.

## أسماء أخرى
یعرف أيضاَ ب: أم دريقة، الكمون الصوفي، الكمون لمصوف، المصوفة، كمون الكدية، كمون بوصوفة.

## الوصف النباتي
نبات عشبي حولي من الفصيلة الخيمية.ارتفاعه من 10 غلى 12 سم.ساقه مرداء ومتفرعة.أزهاره صغيرة ذات خمس بتلات، تتجمع في نورات خيمية تتكون من 02 إلى 04 أفرع، تمتد فترة الإزهار من فبراير إلى أبريل.الثمار جافة طولها من 6 إلى 10 مم، تحمل زغب قصير - لهذا سميت بالمصوفة-. للنبات رائحة كمونية قوية.

## الموطن والإنتشار
النبات متوطن في بلدان المغرب العربي وجزر قنارية. وقد يوجد في شمال مالي وموريتانيا.

## بيئة النمو
المناطق الصحراوية، خاصة عند قاعدة التلال والكثبان الرملية.

## الإستعمالات
يستعمل النبات في الطب الشعبي في بلدان المغرب العربي كنقيع مغلى لمعالجة أمراض المعدة والأمعاء، حيث تباع عند العطارين.

## الخصائص الطبية
أثبتت الأبحاث العلمية أن للنبات خصائص علاجية لابأس بها في علاج حصى الكلى  وكذا القضاء على البكتيريا والفطريات